# مغالطة التكافؤ الكاذب

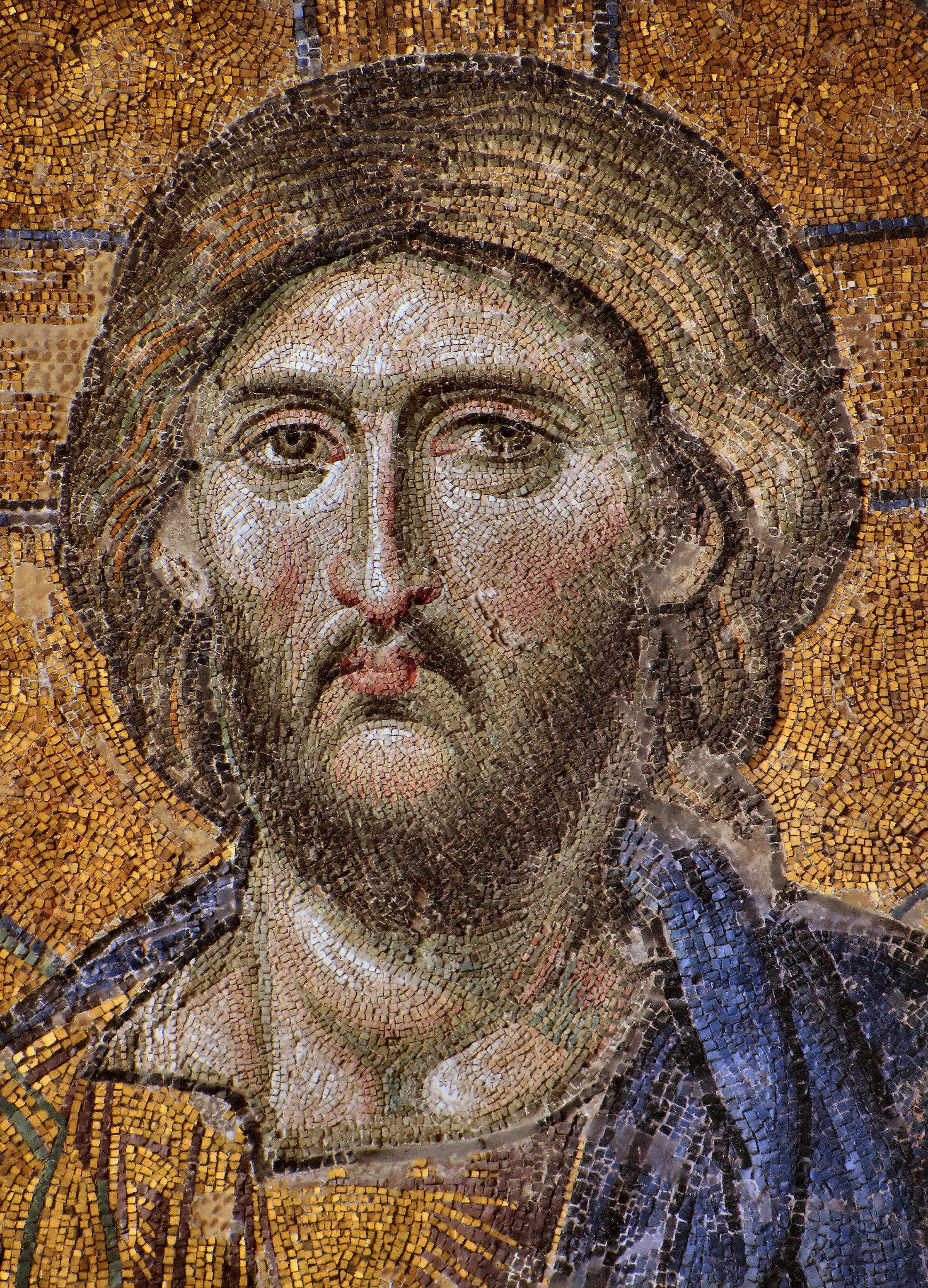
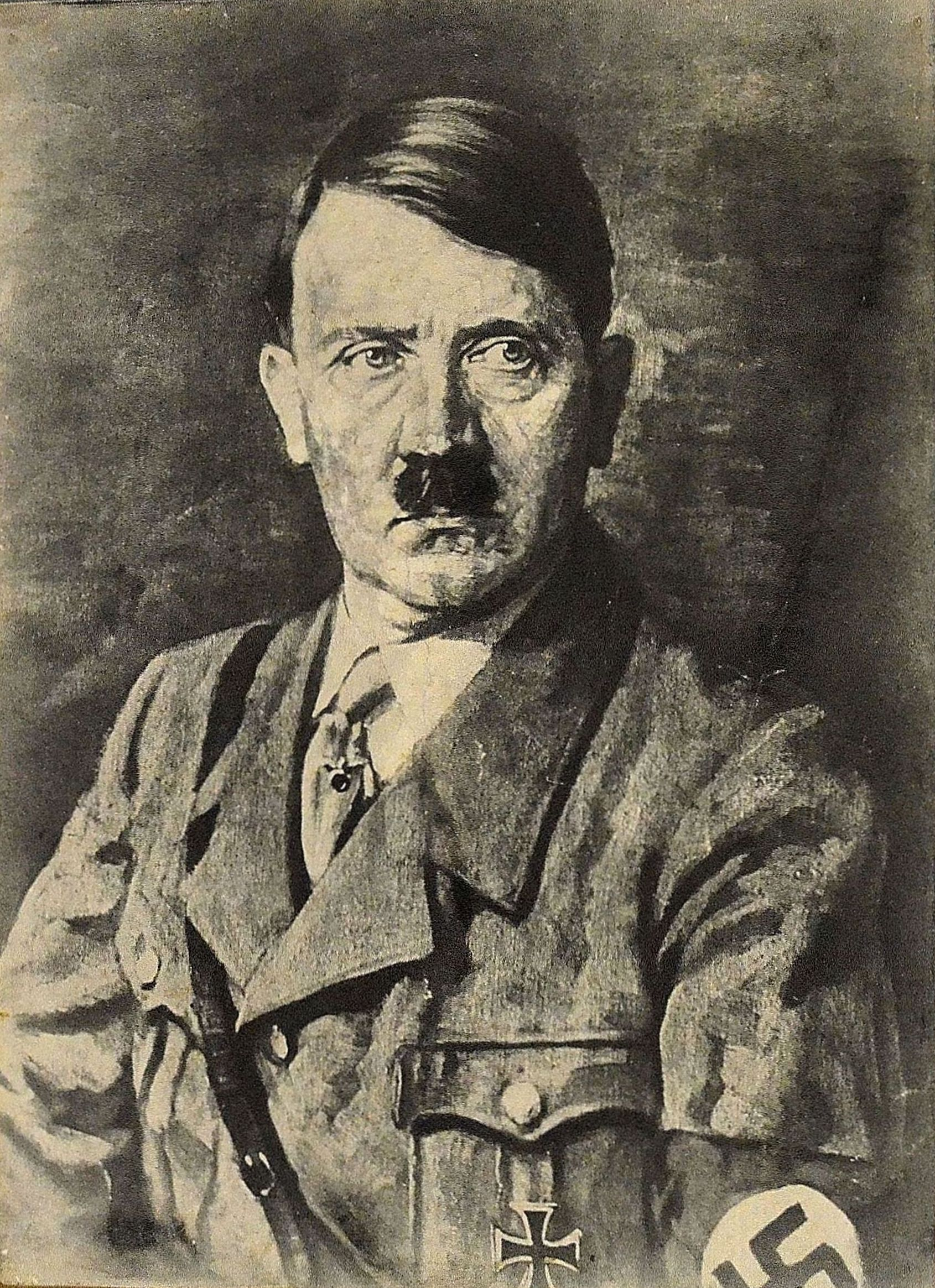

مغالطة التكافؤ الكاذب وقد تسمى بمغالطة المقارنات الخاطئة (بالإنجليزية: False equivalence)‏ هي مغالطة منطقية حينما يتم المقارنة بين نقيضين أو حالتين مختلفتين من أجل إثبات حقيقة ما بشكل خاطئ، وفيها يظهر شيئان متناقضان كليا متكافئين منطقيا، وتصنف ضمن مقالات عدم الاتساق.

## السمات
من الطرائق الشائعة للوقوع في تلك المغالطة، محاولة إظهار التكافؤ بين موضوعين بناءً على صفة واحدة مشتركة بينهما، خاصة في القيمة الأسية، حينما يكون التكافؤ ليس نتيجة منطقية ضرورية.
التكافؤ الكاذب هو نتيجة شائعة عندما يُشار إلى التشابه السردي بالتكافؤ، لكن هذا الادعاء بالتكافؤ لا يصح لأنه مبني على التبسيط المخل أو تجاهل العوامل الإضافية. يسير نمط تلك المغالطة في أغلب الأحوال كالتالي: «إذا كانت (أ) تتكون من [س] و[ص] و(ب) تتكون من [ص] و[ع]، وبما أن كلاهما يحتوي على [ص]، فإن (أ) و(ب) متكافئان». تقع المغالطة حينئذ عندما يوجد تشابه طفيف بين الطرفين.
تُستخدم الحجج المبنية على مغالطة التكافؤ الكاذب كثيرًا في الصحافة والسياسة، حيث تُقارن بعض الأخطاء الطفيفة لأحد المرشحين مع الخطايا الكبيرة التي ارتكبها المرشح الآخر.

## الأمثلة
تعبر العبارات التالية عن مغالطة التكافؤ الكاذب:
- كلاهما من الحيوانات التي تستخدم الطاقة الكيميائية في الأيض. لا يوجد فرق بين القطة المستأنسة والحلزون المستأنس.

التكافؤ هنا في العوامل التي ليس لها علاقة بمناسبة استئناس الحيوان. 
- التسرب النفطي في خليج المكسيك لا يختلف عن سكب جارك للزيت على الأرض عندما يغير زيت سيارته.

المقارنة بين شيئين يختلفان في الشدة: فقد تسبب التسرب النفطي في خليج المكسيك في تسرب 210 مليون برميل من نفط الولايات المتحدة، أما الجار ففي أسوأ الأحوال قد سرب نصف لتر.

## حالات خاصة من التكافؤ الكاذب

### التكافؤ الأخلاقي
هو شكل من أشكال التكافؤ الكاذب يسعى مستخدمه إلى المقارنة بين شيئين مختلفين تمامًا ولا علاقة لكل منهما بالآخر من أجل الحظوة بانتصار في المناقشة، وإثبات أن أحد الطرفين فاسد أخلاقيًّا مثل الآخر أو أن أحد الطرفين خيّر مثل الآخر.
التكافؤ الأخلاقي مصطلح يُستخدم في المناظرات السياسية لإنكار إمكانية قيام تكافؤ أخلاقي بين طرفي الصراع، أو في أفعال أو مخططات الطرفين. ينتشر استخدام المصطلح في المناظرات القائمة حول الحرب الباردة والصراع العربي الإسرائيلي. بدأ استخدام هذا المصطلح مع جدالات النسبية الأخلاقية التي استخدمت لاتهام السياسة الخارجية التي ظهر أنها تطبق المعايير الأخلاقية الكبرى من أجل دعم موقف معين فقط.

## مغالطة الصوابية السياسية
هي افتراض أن اثنين أو أكثر من المجموعات أو الأفراد أو الأفكار متساويان، أو لهما قيمة متساوية، بناءً على ظاهرة الصوابية السياسية الحديثة. الصوابية السياسية هي مصطلح يشير إلى اللغة أو الأفكار أو السياسات أو السلوك الذي يسعى إلى تقليل الإهانة المؤسسية والاجتماعية حول التوجهات الجنسية أو الوظيفية أو العرقية أو الثقافية، وكذلك في سياق الأديان والأيديولوجيات والإعاقات والعمر، وذلك بممارسة متطرفة كما يشير المصطلح. ربما تكون تلك المغالطة امتدادًا لمغالطة التنميط.

## مصطلحات شبيهة

### التوازن الزائف
هو تحيز إعلامي، يعطي فيه الإعلام وجهات النظر المتقابلة وزنًا متساويًا، بالرغم من أن الدليل يؤيد أحدهما بقوة عن الآخر. بشكل عام، يُعتبر التوازن الإعلامي من سمات الإعلام الجيد؛ فذلك يتيح للجمهور أن يتعرف على معلومات حول كافة الجوانب، إلا أن ذلك لا يعني أن كل جوانب القضية لها نفس الوزن. يتضح ذلك بصورة جلية في العلم، حيث أن العلم يعمل بالفحص الدقيق للدليل المؤيد للفرضيات المختلفة وبناء الأدلة التي تؤيد فرضية ما. لذلك فعندما تقوم الصحافة والسياسة بالنظر إلى وجهات النظر المختلفة وتعطيها نفس الشرعية العلمية، فإنها تهدم أحد أهداف العلم الأساسية: الحكم بالدليل. يُعتبر الاحتباس الحراري من الأمثلة الصريحة على ذلك، حيث يبدأ الخبر بالإبلاغ عن آراء العلماء حول ثاني أكسيد الكربون الذي أنتجته الصناعات البشرية، ثم ينتهي الخبر بأن البعض غير متأكد بشأن ذلك.

### التشبيه الزائف
هو مغالطة تنتج من استخدام غير صحيح لحجة التشبيه. يأتي هذا المصطلح من الفيلسوف جون ستيوارت مل، الذي كان من الأوائل الذين يتحدثون ويفحصون الاستدلال التشبيهي بدقة. من الأمثلة التي استخدمها مل، استدلال شخص ما على كسل شخص آخر من ملاحظة أن أحد أقرباءه كسول. طبقًا لمل، فإن مشاركة الوالدين ليس له علاقة بصفة الكسل.